# 増山城
増山城（ますやまじょう）は、富山県砺波市、かつての越中国砺波郡・射水郡・婦負郡の三郡境付近にあった日本の城（山城）。旧名、和田城。国の史跡。とやま城郭カードNo.38。続日本100名城。
名誉城主は、落語家の春風亭昇太。

## 概要
和田川右岸の山上に築かれた山城であり、松倉城（魚津市）、守山城（高岡市）と並び越中三大山城と称された。
南北朝時代の貞治2年（1363年）、『二宮円阿軍忠状』に「和田城」として史料に見えており、はじめ桃井直常方の勢力が守備していたが、後に幕府軍により攻略されたとみられる。
戦国時代には神保氏の重要拠点として知られ、永禄3年（1560年）に神保長職が上杉謙信により富山城を攻略された後、増山城に立て籠もった。この時の謙信書状に「増山之事、元来嶮難之地、人衆以相当、如何ニも手堅相抱候間」とあるように、要害堅固な城であった。
永禄5年（1562年）に長職が上杉氏に降伏した後は、増山城が神保氏の本拠地となるが、神保家の反上杉派が一向一揆と結んで抵抗したため、天正4年（1576年）、上杉謙信により攻略された。天正6年（1578年）の御館の乱では、上杉景勝方の吉江宗信が増山城を守る。
その後、天正9年（1581年）に織田軍の攻撃により落城し、佐々成政が重臣・佐々平左衛門や佐々源六（勝之）、直属の馬廻り衆を入れて守っていた。
前田氏治下には中川光重、山崎長鏡が城代を務めたが、元和の一国一城令により廃城となったとみられる。
2009年（平成21年）7月23日、国の史跡に指定。
2017年（平成29年）4月6日、続日本100名城（135番）に選定された。
2020年（令和2年）12月24日、砺波市が発行する「とやま城郭カードNo.38・増山城」が、好評により初版の1000枚を配布しつくしたため、新たに「特別バージョン（桜色）」が発行された。

## 年表
- 貞治元年（1362年）  二宮円阿が和田城（増山城の前身）を警固する。
- 永正3年（1506年）  芹谷の合戦（般若野の戦い） 長尾能景が一向一揆勢力と対決し、討死する。
- 永禄3年（1560年）  長尾景虎が越中に侵攻し、富山城主神保長職が追撃に逢い、増山城に落ちのびる。
- 永禄5年（1562年）  神保長職が再起した為、再び上杉謙信が増山城を攻め、長職は降伏した。
- 永禄11年（1568年）  増山城の神保長職が上杉氏と結び、一向一揆と戦う。
- 元亀3年（1572年）  一向一揆勢力が増山城に拠る。
- 天正4年（1576年）  上杉謙信が増山城を攻略。上杉氏武将・吉江宗信が城主となる。
- 天正9年（1581年）  織田勢による増山城の焼き討ち
- 天正11年（1583年）  佐々成政が越中を平定する。
- 天正13年（1585年）  佐々成政が増山城を普請する。豊臣秀吉が越中に侵攻し、佐々成政が降伏する。増山城は前田氏の領有となる。
- 天正14年（1586年）  上杉景勝が上洛途中、中田で増山城主・中川光重の饗応を受ける。

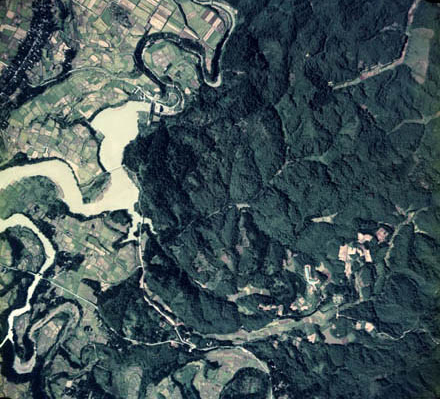
増山城と城下の空中写真。

- 元和元年（1615年）  廃城

## 形式と構造

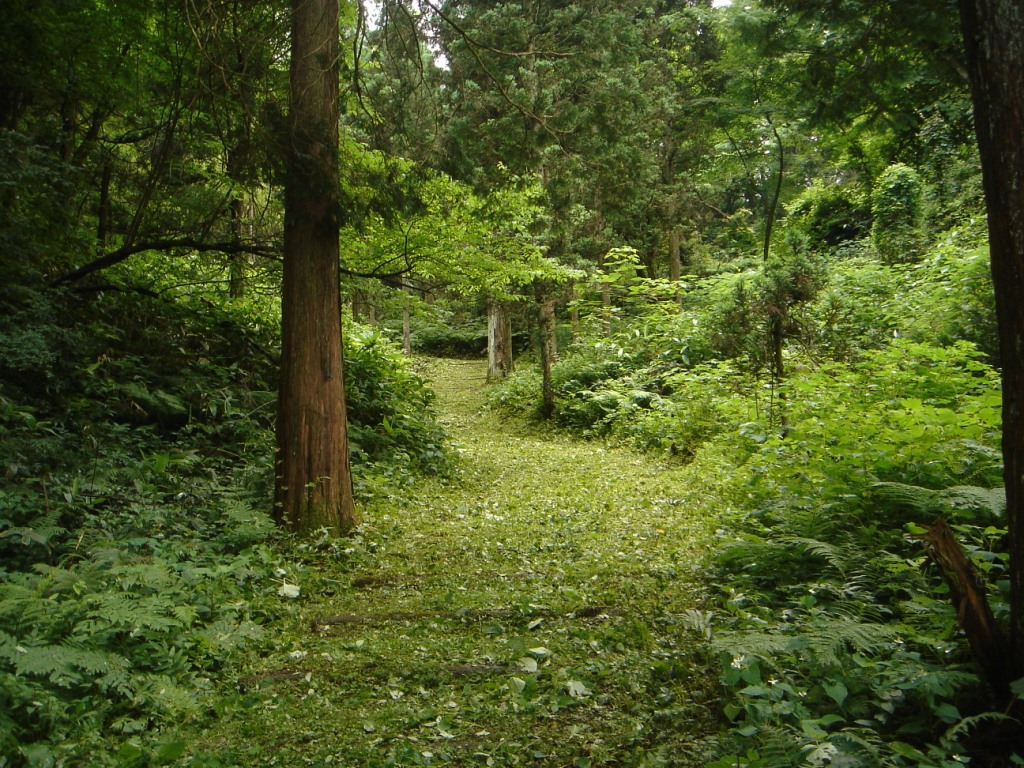
大手口（ウラナギ口）

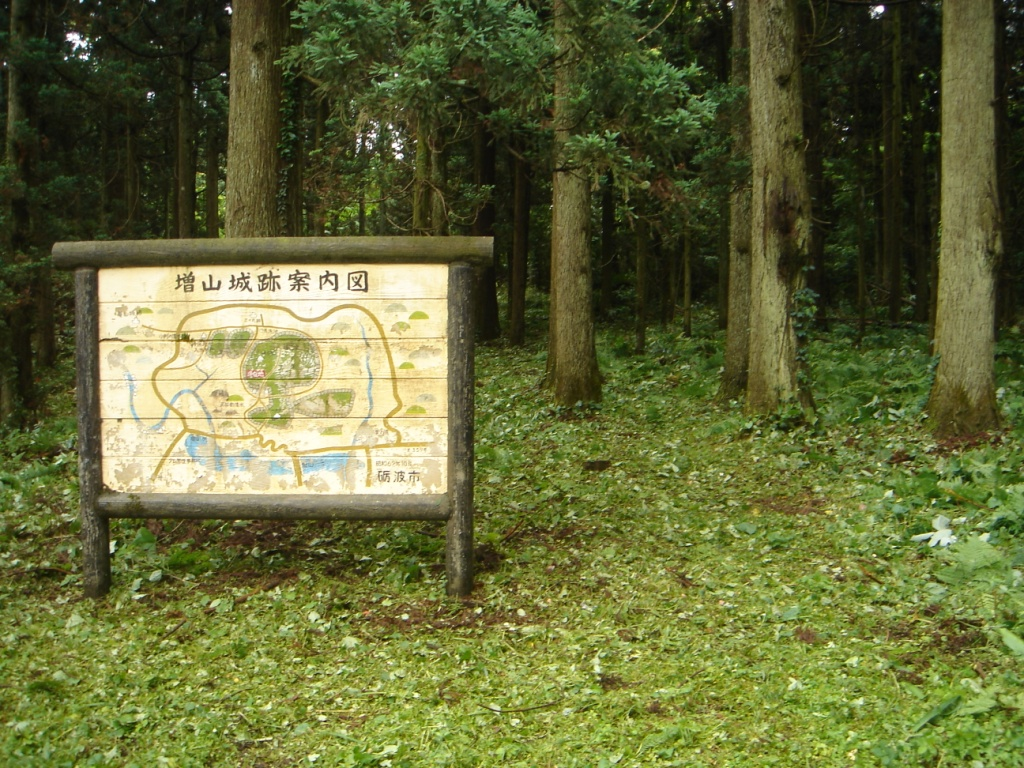
二ノ丸平坦面
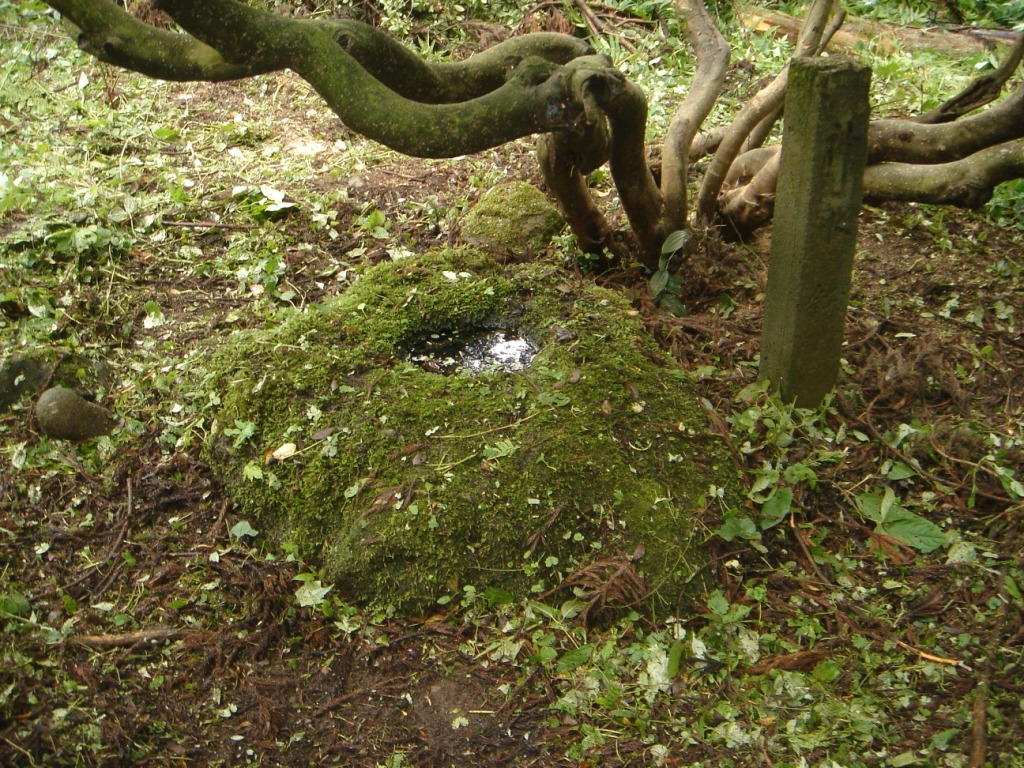
簱台石（神水鉢）
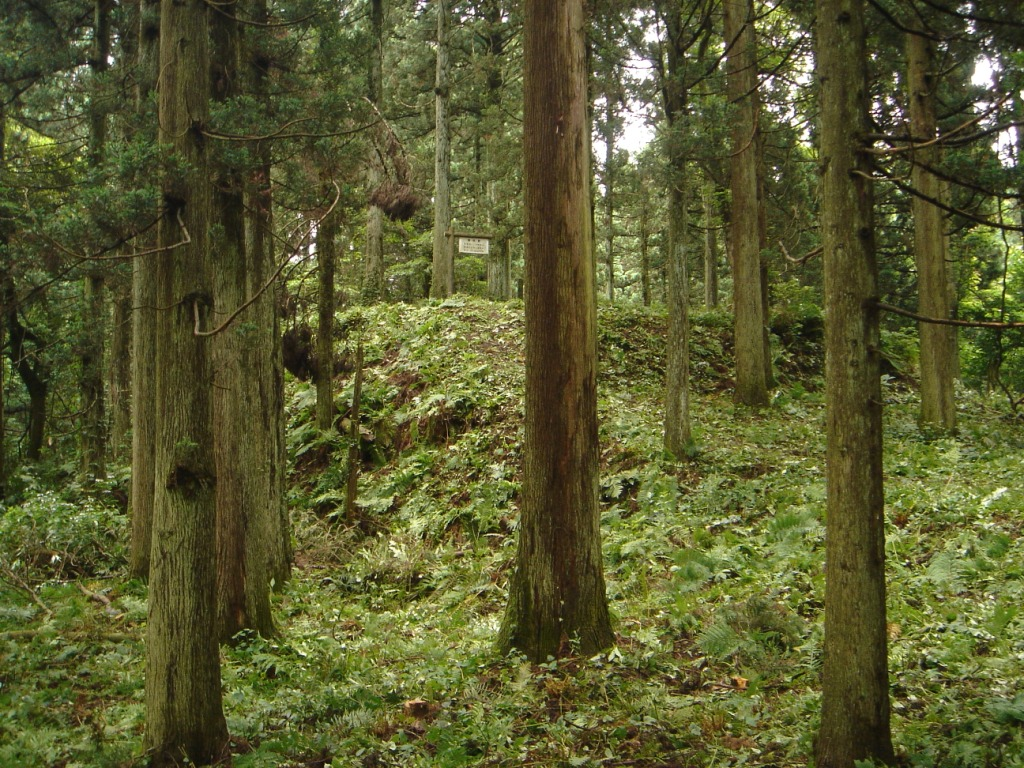
鐘楼堂
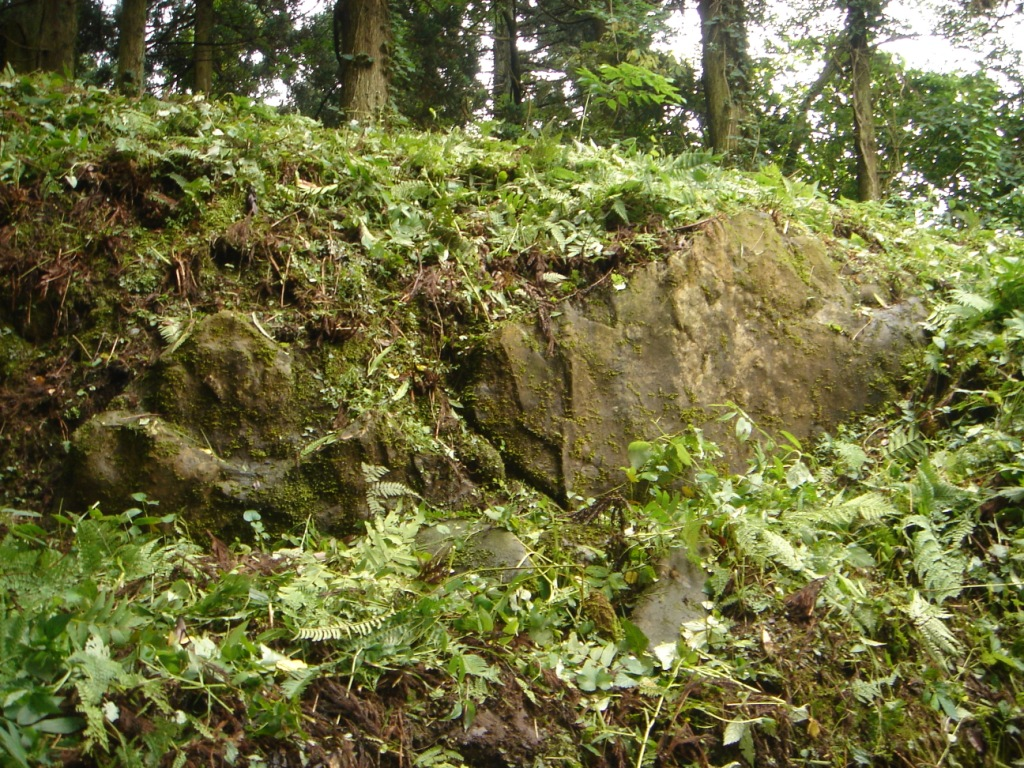
石垣

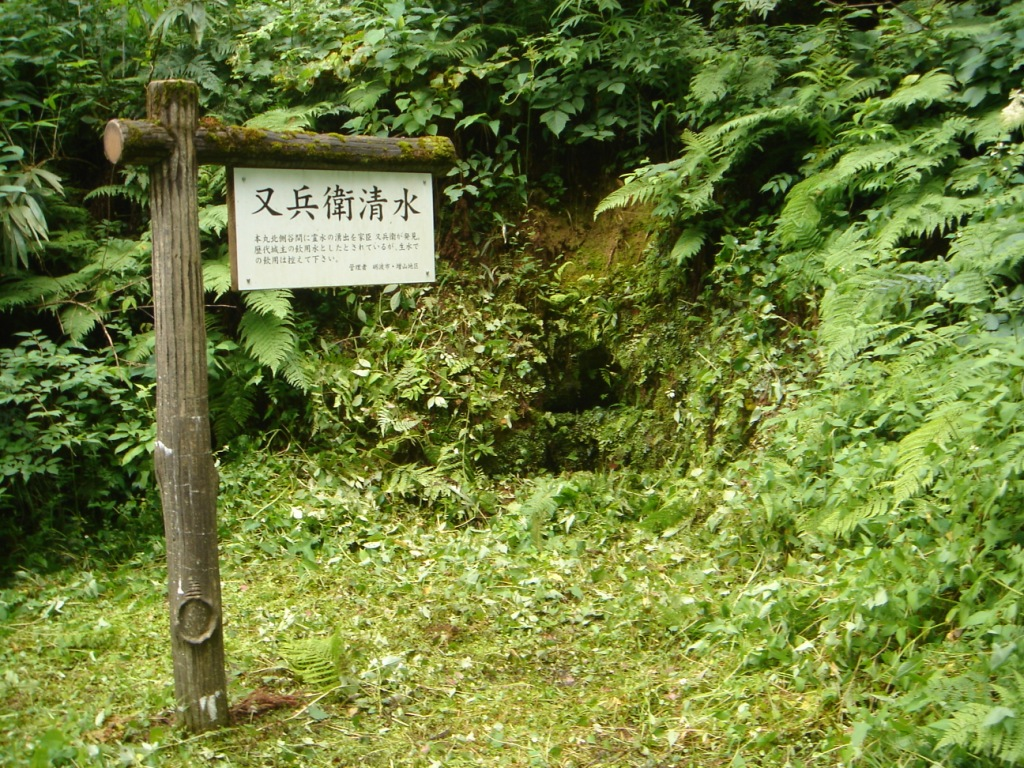
又兵衛清水

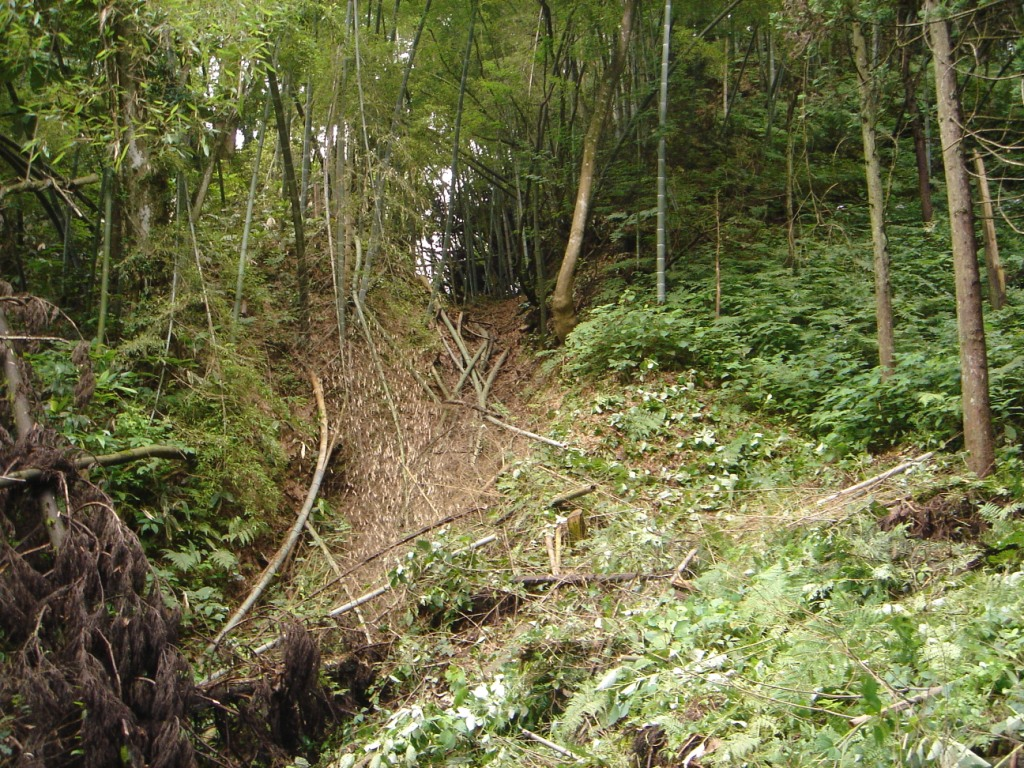
空堀（E郭下・東側）
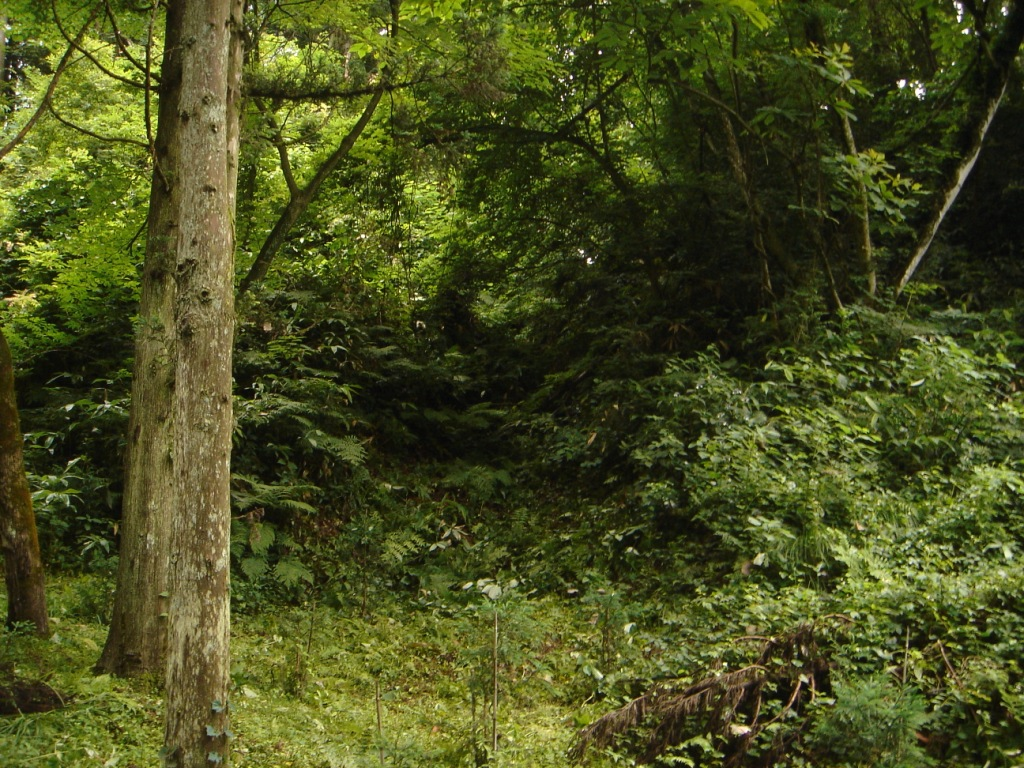
空堀（E郭下・西側）

増山城郭群
増山城を中心として、北に隣接する亀山城や孫次山砦、南に位置する赤坂山屋敷・団子地山屋敷周辺を総称して「増山城郭群」と呼んでいる。北には、見張台や増山城の前身といわれる亀山城が位置している。亀山城の北東に孫次山砦が築かれている。増山城の南には赤坂山屋敷と団子地山屋敷があり、それぞれの尾根には巨大な堀切が造成されており、東側からの敵の進入を遮断している。
城郭の遺構は、和田川東岸一帯の広い範囲に分布するが、もっとも城の修築が進んだ佐々時代には、城郭群すべてが一体となって整備されたと考えられる。よって、広義の増山城は城郭群すべてを包括する範囲を示し、狭義の増山城は内まわり道（林道増山城跡線）内側の城山一帯を指す。和田川を挟んで対岸には、中世末期から近世初頭にかけて城下町が形成されていたと考えられ、現在は砺波市指定史跡となっている土塁が残っている。
大手口
城の大手は定かではないが、①ウラナギ口（現在の和田川ダム管理事務所側）、②七曲り口、③無常下の鐘搗堂付近の3箇所が候補として挙げられる。
一ノ丸
北側と東側と西側の三方は高く険しい切岸と竪堀に守られているが、南側の切岸は低く坂虎口がある。
二ノ丸
主郭（本丸）と考えられる。近世絵図に「二ノ丸」と表記されているが、これは城下町から近い順序で一ノ丸、二ノ丸…と呼称したためと言われている。構造的には長大な堀切によって囲まれており、もっとも防御されている郭であるため、主郭と位置付けられている。籏台石を塔心礎とし、仏教施設が存立した空間であったとする説もある。
石垣
二ノ丸虎口下に城跡内で唯一の石垣跡が残る。「鏡石」ともいう。石材は、城の基盤である青井谷泥岩と思われる。石垣の石は、他にもあったが現在の増山集落に下ろされたと伝えられる。
籏台石（神水鉢）
二ノ丸平坦面の中央に、円形の窪みが穿たれた石がある。窪みには常時水が溜まっており、渇水時にも枯れることはないという。
櫓台（鐘楼堂）
二ノ丸東端にある台状高まりのこと。城跡内の最高所（124メートル）である。
- 二ノ丸平坦面
- 簱台石（神水鉢）
- 鐘楼堂
- 石垣

三ノ丸
オオヤシキともいい、安室屋敷の東に位置する。周囲を空堀と切岸に囲まれていて、虎口は馬洗池に面した西側にある。
安室屋敷
二ノ丸の北に位置している。
馬之背ゴ
城下町に面した斜面の頂に、数十mにわたって土塁跡が残っている。
無常
二ノ丸南側に突き出した郭。
御所山屋敷
主要郭群の北端に位置する。
池ノ平等屋敷
神保夫人入水の井戸（池）があることから名付けられた。
又兵衛清水
城主の家臣・山名又兵衛なる人物が発見したと伝えられる湧き水。二ノ丸の直下に位置し、城中の飲料水に用いられたと考えられる。砺波市では、瓜裂清水とともにとやま名水百選とやま名水百選に選ばれているが知名度がかなり低い。
空堀
城内に敵の進入を防ぐ目的で空堀が計画的に配置されている。
- 空堀（E郭下・東側）
- 空堀（E郭下・西側）

七曲り
大手口のひとつ。クネクネ曲がった登山道であることから名付けられた。
法花坊峠遺構
2002年（平成14年）に林道増山城跡線拡幅に伴い、発掘調査が実施された。亀山城と増山城の間にある谷部に位置しており、明瞭な遺構が期待されない場所であったが、8世紀後半と16世紀後半の2時期の遺構・遺物が確認された。城跡内で初めて掘立柱建物跡（方1間）が検出され、その建物を廃棄する際に底部に穴を開けた土師器を柱穴に埋納していたことがわかった。中世遺構の下層に奈良・平安時代の竪穴建物が3棟検出された。近くに須恵器窯である池ノ平等窯があることから、須恵器工人の作業場だった可能性が考えられる。

## 亀山城
増山城郭群を構成する城郭。城郭群でもっとも高所にあり、主郭には三角点（標高133.1メートル）が設置されている。字「高津保理山」。城名は、亀山院の代官がいたことによるという伝承が残っている。江戸時代の史料「越中砺波射水両御郡古城等覚書」には、増山城の城名由来を「亀山之城より増タルヨシニテ増山と名付ル」との記録があり、亀山城が増山城より古い城であると伝えている。しかし、近年の発掘調査では、必ずしも増山城を遡る出土遺物はなく、史料の再検証が必要となっている。「越登賀三州志」には増山城と亀山城を「同蹟也」と記しており、誤りとみる研究者がいるが、広義の増山城という概念で捉えると必ずしも事実誤認とはいえない。ちなみに「越中志徴」では、「考ふるに、和田城と云は、今云増山城なるべし」と推察している。

## 孫次山砦
増山城郭群を構成する城郭。城郭群中でもっとも北に位置する。城の中心は、字「孫次山」、西側斜面「大平等」、東側の谷「湶谷」で構成される。最高所は標高127.8メートルを測り、南に隣接する亀山城と比べ、見下ろされる位置関係にある。主として東西ふたつの曲輪群で構成され、東側斜面には二本の長大な竪堀が造成され、城を強固に守っている。

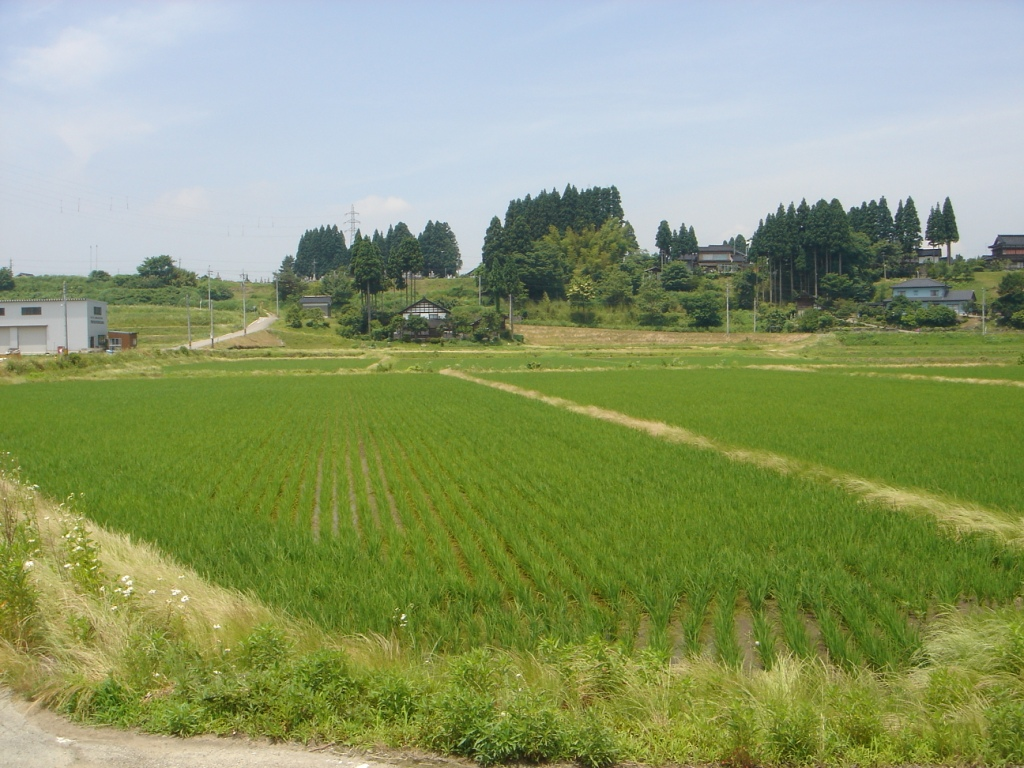
寺土居町周辺

## 城下町

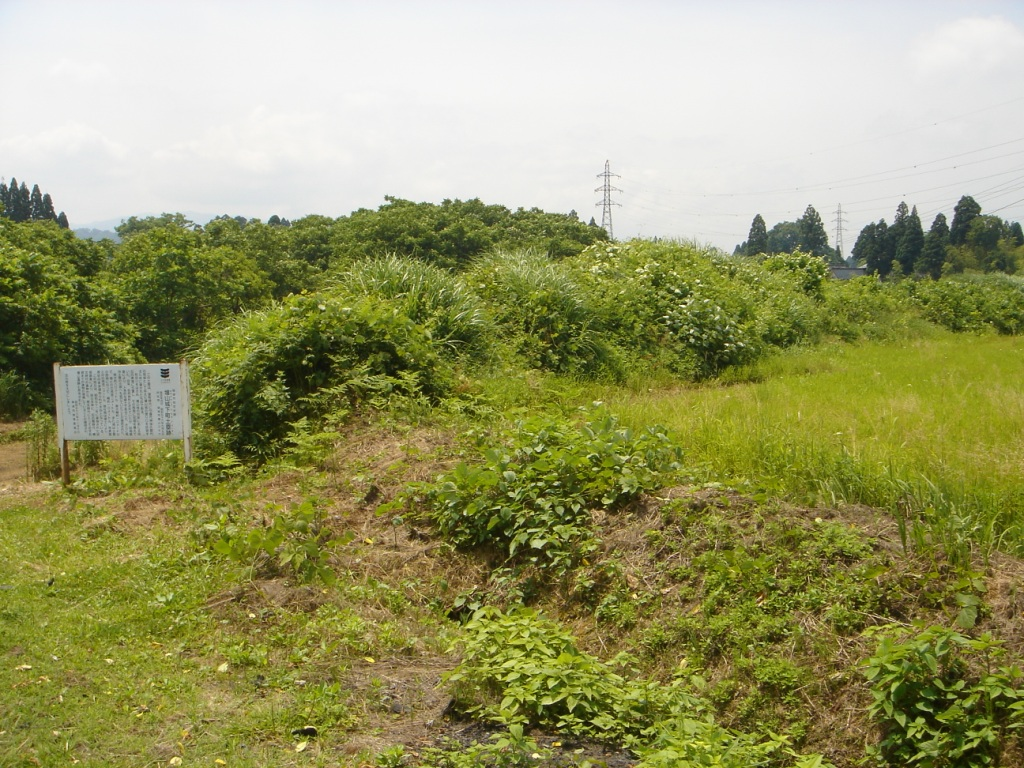
土塁跡

和田川をはさんで城の対岸に城下町の遺構が残っており、寺土居町、野金島などの小地名のほか、下町、鉄砲町、大持、境角、そうけ屋敷、寺の坂、鉢巻などの地名や寺院の塚が残っている。遺跡名は「増山遺跡」だが、通称「城下町」と呼称される。下町は、1967年（昭和42年）に建設された和田川ダムによってできた増山湖に水没している。『栴檀野誌』「鉄砲町」の項には、「往古増山市街町名ノ一ニシテ伝ヘ曰フ、鉄砲左ェ門ト称スルモノ増山城主神保氏ノ請ニ応シ鎌倉ヨリ来リ盛ニ鉄砲ヲ造リタルヲ以テ町名トナレリト、其他下町寺土居町等ノ遺名アリ、古増山市街ハ八十八町ト数ヘシガ元禄年中土地開墾施行ニ際シ大ニ廃置ヲ行ヒシ為メ僅ニ前記ノ名称ヲ遺スノミ」との記述がある。

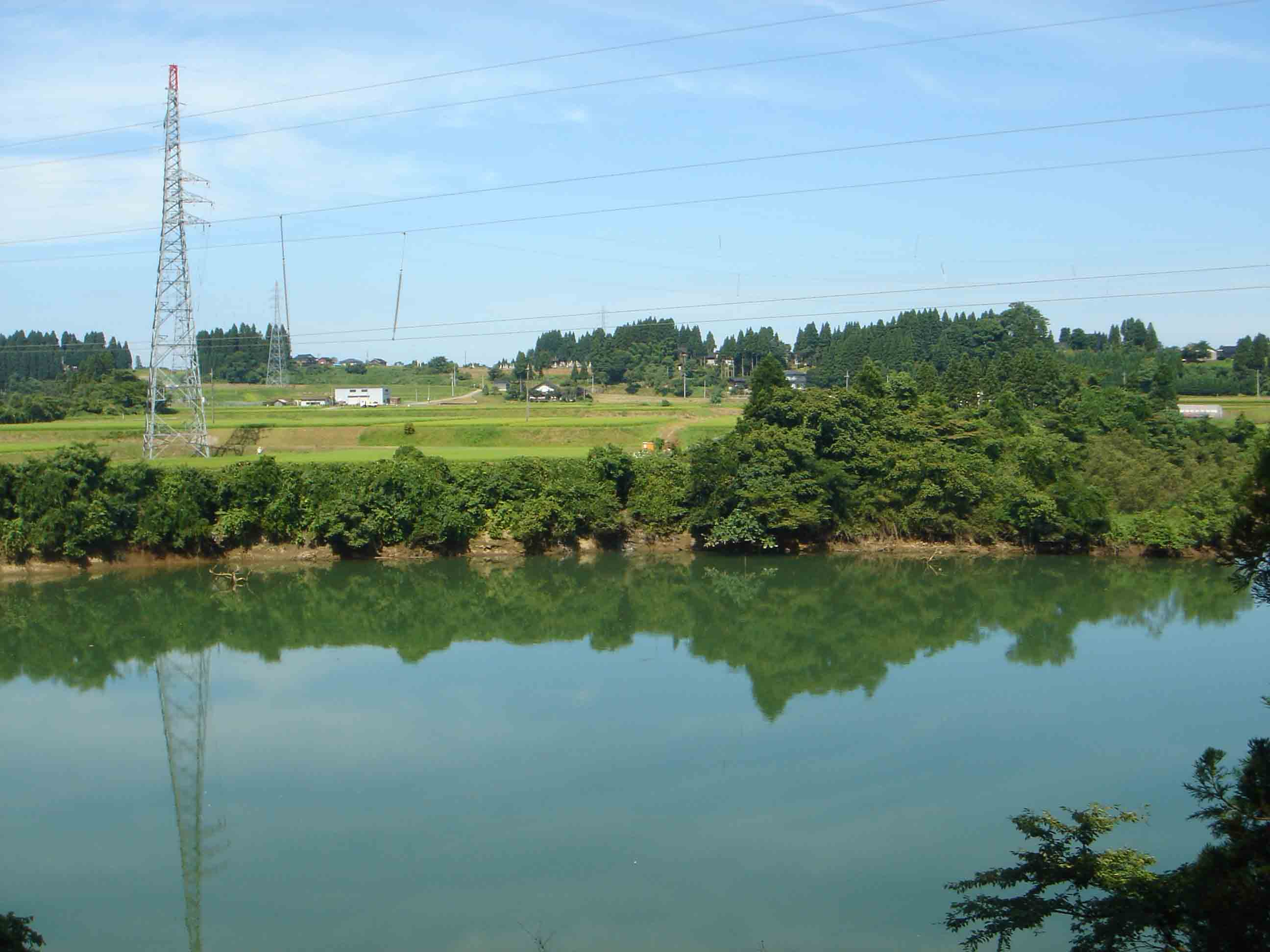
七曲りから城下町を望む

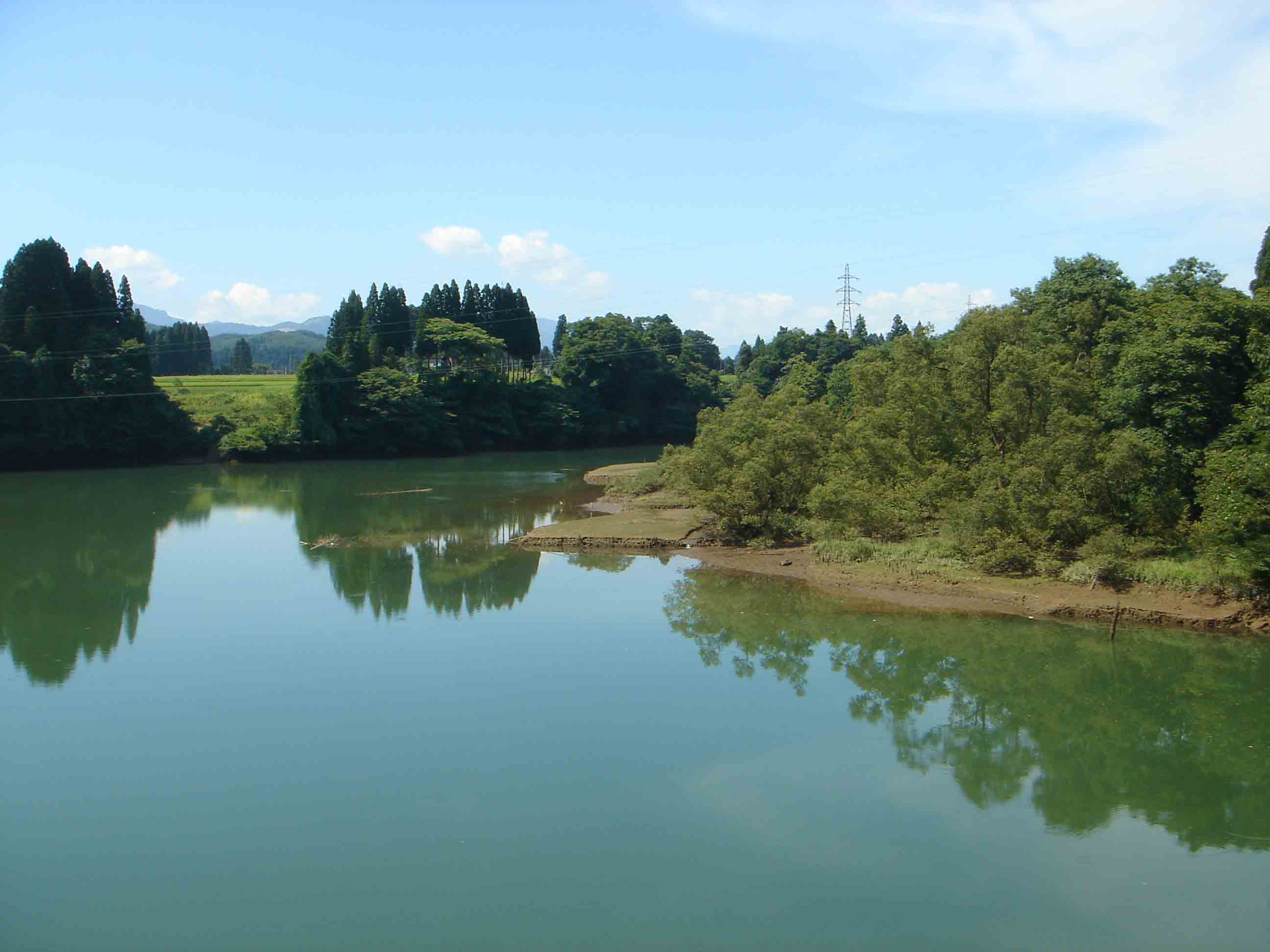
水没した下町

増山遺跡の発掘調査
1977年（昭和52年）に実施された圃場整備に先立つ試掘調査では、建築物を構成する柱穴、礎石、竪穴などの遺構や越中瀬戸、瀬戸・美濃、伊万里焼、唐津焼、中国製染付、土師質小皿などの遺物が出土しており、城下町の存続時期が天正13年（1585年）頃から寛文3年（1663年）頃までの約80年であることが判明した。
増山城下町土塁跡
城下町西口に通称「土居」と呼ばれる土塁跡があり、現在約80メートルにわたって残っている。高さは2メートルに及び、西側に空堀の遺構が残っている。一乗谷朝倉氏遺跡に現存する城戸に相当する施設と考えられ、城下町の防御施設として造成されたものとみられる。土塁の中心部を抜けて城下町のメインストリート「下町大道」が城へ向って続いている。砺波市指定史跡。

## 周辺

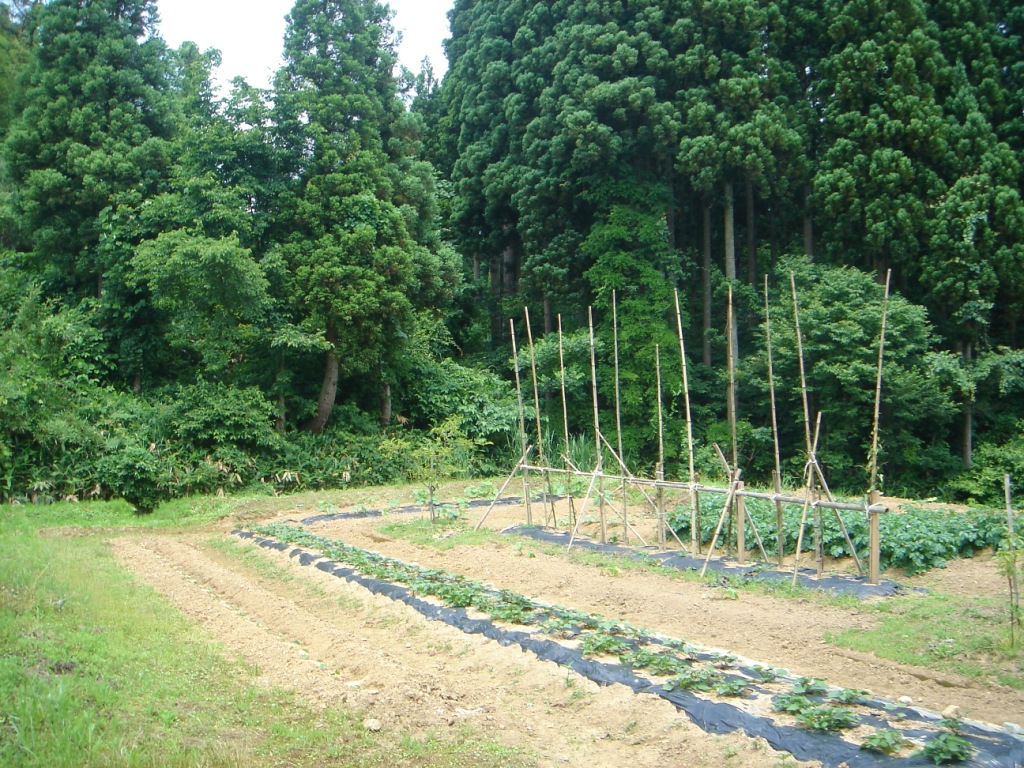
三郡の境付近

長尾能景塚
塚の位置（国土地理院地形図閲覧システム2万5千分1地形図名：宮森新）  砺波市頼成新の個人宅にある塚。盛土と五輪塔が残っている。1505年（永正2年）から1506年（永正3年）にかけて、北陸各地の百姓が一斉蜂起し、いわゆる永正の一揆が勃発した。越後長尾勢は永正3年（1506年）9月19日の芹谷の合戦で一向一揆勢と交戦し、長尾能景が討死している。没地について、「塔寺長帳」（永正3年9月26日）では「はすぬまにて生涯（生害）」とあるが、これは遊佐氏の本拠である蓮沼城（小矢部市）へ逃れ自害したことを記しているが誤記の可能性が高い。
また、砺波市芹谷の古刹千光寺（真言宗）には、「真光院殿高岳正等大居士 天文15年5月19日」の位牌がある。ただし、位牌の没年（1546年）は、能景討死の40年も後となる。
長尾為景塚
能景塚の西約170メートルに位置する塚。長尾為景の没年・没地は諸説あり、確証を得ないが主に2説ある。ひとつは、弘治2年（1556年）6月28日の長尾景虎書状に“道七（為景）が「死期之刻」に凶徒が春日山城まで攻め来たり”と記述があるように、本拠である春日山城で没したとする説。他方は、一向一揆により越中国千檀野（栴檀野）の地で討死したとの説である。これは近世に入ってからの書物（「越中志徴」ほか）の影響が多分にあると思われるが、先の景虎書状をはじめ、林泉寺旧過去帳、林泉寺旧霊牌写、吉江氏蔵過去帳、上杉家旧蔵招霊棚掛物などは、道七沙弥（為景）の没年を天文5年（1536年）12月24日としており、没地も春日山城下であったとするのが定説となっている。また、近年では天文11年（1542年）12月24日死亡説も出されている。長尾為景塚は、砺波市頼成新にある塚がよく知られるが、富山市婦中町牛滑にも同名の塚が残されている。
増山裏亀山遺跡
亀山城の西、和田川に舌状に張り出した地形上に位置している。2003年（平成15年）に発掘され、16世紀後半の出土遺物とともに柱穴などが発見され、これまで知られる城下町のほかにも城外に居住空間が広がっていたことを証明した。和田川に面すること、川面までの比高差がないことから、本遺跡が亀山城西麓の和田川べりにあったと伝えられる「昔、舟が着いて城へ物を上げていた所」かもしれない。
三郡の境
射水郡、婦負郡、砺波郡の境のこと。増山城の南に位置している。近世絵図に記載されているが、塚や石碑などは残されていない。

## 道
- 内まわり道 - 城の内環状線。現在の林道増山城跡線にあたる。裏亀山から法花坊谷、馬乗馬場を経てシャクスイ谷から三階田に抜ける道。
- 外街道 - 城の外環状線。道は砺波郡と射水郡の境を兼ねており、放射状に射水郡・婦負郡・砺波郡への道が続く。三階田から正権寺付近を通り、三郡の境付近、外法連山、青蜂山を抜け、湶谷まで続き、射水郡青井谷に通じる。

## 調査歴
- 1997年（平成9年）第1次試掘（砺波市教委）
- 1998年（平成10年）第2次試掘（同上）
- 1999年（平成11年）第3次試掘（同上）池ノ平等屋敷
- 2000年（平成12年）第4次試掘（同上）
- 2001年（平成13年）第5次試掘（同上）
- 2002年（平成14年）第6次試掘（同上）安室屋敷北側郭・御所山屋敷
- 2002年（平成14年）本調査 法花坊峠遺構
- 2003年（平成15年）第7次試掘（同上）亀山城主郭平坦部・赤坂山屋敷

## 古文書
- 二宮円阿軍忠状 - （貞治2年（1363年）6月） 二宮文書。軍忠状とは、中世武士が戦闘に参加したあと、戦況を自軍や奉行所に上申し、評判をもらい、後日恩賞の証拠としたもの。
- 上杉家文書 - （建久7年（1196年）-寛永年間（1624年-1644年））  旧米沢藩主上杉家伝来の古文書で、関東管領山内上杉、越後守護上杉、古志長尾（長岡市栖吉）、三条長尾の各氏文書と伝来未詳の文書で構成される。
- 福王寺文書 - 新潟県中頸城郡板倉町（現上越市板倉区）付近の土豪・福王寺氏所蔵の文書。
- 歴代古案 - 江戸時代中期、幕府の指示によって編纂された上杉氏関係の文書集。全20巻10冊。
- 越佐史料 - 越後の地主高橋義彦が著した上杉氏研究の基礎史料。第1巻:1925年（大正14年）〜第6巻:1931年（昭和6年）。
- 上杉史料集 - 井上鋭夫校注、1966年（昭和41年）・1967年（昭和42年）発刊。上中下3巻で構成され、上・中巻は「北越談義」「付録」「越後之記一巻」、下巻は「上杉三代日記」「北越耆談」「川中島五箇度合戦之次第」「松隣夜話」「上杉将士書上」「久知軍記」「古案記録草案」を収録。

## 近世絵図史料
- 『越中国絵図』（南葵文庫）には「増山古城」と記されている。

## 増山城戦国祭り
国の史跡指定を記念し、城跡を核とした地域活性化を目指して行われているイベントで、2009年（平成21年）11月7日に初めて行われ、2018年（平成30年）9月23日に第10回を迎えた。また、同時に増山城戦国釣り大会が2011年（平成23年）より行なわれている。
- 第1回増山城戦国祭り（2009年11月7日）
- 第2回増山城戦国祭り（2010年10月31日）
- 第3回増山城戦国祭り（2011年10月30日）

## 増山城解説ボランティア曲輪の会
2010年（平成22年）10月設立。会員数37名。増山城解説ボランティア養成講座の修了生を中心とした城好きのグループ。国の史跡「増山城跡」のガイド活動をはじめ、増山城跡でのイベントや定期的に各地のお城を訪れる「城攻め」を行うなど活動を展開している。文化庁の市民から文化力プロジェクトに参画している。
2011年4月から増山城跡の有料ガイドを行っている。コースは次の2コースを設定している。
- 1時間コース　冠木門→堀切→一ノ丸→二ノ丸→冠木門
- 2時間コース　冠木門→堀切→E郭→一ノ丸→二ノ丸→馬洗池→御所山屋敷→伝神保夫人入水井戸→小判清水→冠木門

活動実績　増山城探訪春の陣（2011年4月29日）